# Анактувук-Пасс (Аляска)
Анактувук-Пасс (англ. Anaktuvuk Pass; инюпик: Anaqtuuvak или Naqsraq) — город в боро Норт-Слоп, штат Аляска, США.

## История
Одна из двух групп инупиатов, известная как нунамиут, традиционно населяла внутренние районы севера Аляски, занимаясь охотой на карибу, тогда как инупиаты, живущие на побережье, занимались охотой на морских млекопитающих и рыболовством. Имела место торговля между нунамиутами и прибрежными инупиатами. В начале XX века происходило резкое сокращение популяции карибу, что вынудило многих нунамиутов в 1920-е годы переехать в деревни на побережье. В 1938 году несколько семей нунамиутов вернулись обратно в район хребта Брукса и поселились вдоль рек Тулугак и Киллик. В 1949 году люди с реки Тулугак переселились на перевал Анактувук, позже сюда переселились и люди с реки Киллик, а также нунамиуты из других населённых пунктов. Сегодня Анактувук-Пасс является единственным поселением нунамиутов.
Город был инкорпорирован в 1959 году. В мае 1951 года здесь было открыто почтовое отделение, а в 1966 году была построена пресвитерианская церковь. В 2009 году местное почтовое отделение было признано самым изолированным в США.
В городе запрещены продажа, ввоз и производство алкоголя.

## География
Площадь города составляет 12,7 км², из которых 12,4 км² — суша и 0,3 км² — открытые водные пространства. Анактувук-Пасс расположен на северной окраине горного хребта Брукса, на водоразделе между реками Анактувук и Джон, на высоте 670 м над уровнем моря.

## Население
По данным переписи 2000 года население города составляло 282 человека. Расовый состав: коренные американцы — 87,59 %; белые — 9,57 %; афроамериканцы — 1,42 %; представители других рас — 0,71 % и представители двух и более рас — 0,71 %.
Из 84 домашних хозяйств в 44,0 % — воспитывали детей в возрасте до 18 лет, 40,5 % представляли собой совместно проживающие супружеские пары, в 15,5 % семей женщины проживали без мужей, 32,1 % не имели семьи. 28,6 % от общего числа семей на момент переписи жили самостоятельно, при этом 3,6 % составили одинокие пожилые люди в возрасте 65 лет и старше. В среднем домашнее хозяйство ведут 3,36 человек, а средний размер семьи — 4,26 человек.
Доля лиц в возрасте младше 18 лет — 38,7 %; лиц старше 65 лет — 5,0 %. Средний возраст населения — 26 лет. На каждые 100 женщин приходится 107,4 мужчин; на каждые 100 женщин в возрасте старше 18 лет — 121,8 мужчин.
Средний доход на совместное хозяйство — $52 500; средний доход на семью — $56 250. Средний доход на душу населения — $15 283. Около 3,2 % семей и 4,4 % жителей живут за чертой бедности.
Динамика численности населения города по годам:
| 1950 | 1960 | 1970 | 1980 | 1990 | 2000 | 2010 | 2011 | 2012 | 2013 | 2014 | 2015 | 2016 | 2017 | 2018 | 2019 |
| ---- | ---- | ---- | ---- | ---- | ---- | ---- | ---- | ---- | ---- | ---- | ---- | ---- | ---- | ---- | ---- |
| 66   | 35   | 99   | 203  | 259  | 282  | 324  | 331  | 337  | 342  | 342  | 341  | 338  | 341  | 344  | 343  |

## Экономика и транспорт
Возможности трудовой деятельности жителей Анактувук-Пасс довольно сильно ограничены из-за удалённости и изолированности города. Важную роль в экономике играет охота, которая обеспечивает население города мясом, а также шкурами на продажу. Некоторые жители находят сезонную работу за пределами города.
Город обслуживается аэропортом Анактувук-Пасс. Анактувук-Пасс не связан автомобильными дорогами с другими населёнными пунктами, однако, зимой возможны перевозки грузов от дороги, идущей вдоль Трансаляскинского нефтепровода, используя гусеничный транспорт типа ратраков. Для внутренних перевозок используются снегоходы и вездеходы.